# Björk: Biophilia Live
Björk: Biophilia Live è un doppio CD live e film sul concerto tenuto il 3 settembre 2013 dalla cantautrice islandese Björk all'Alexandra Palace di Londra, durante il Biophilia Tour. Il film è stato presentato al Tribeca Film Festival il 26 aprile 2014, ed è stato distribuito in forma di DVD e Blu-ray. I due CD live contengono ognuno una metà delle tracce del film.

## Tracce

### DVD/Blue-ray
1. Oskasteinn (narrata da David Attenborough, cantata da Graduale Nobili) – 2:50 (Tradizionale)
2. Thunderbolt – 5:22 (Björk, Oddný Eir Ævarsdóttir)
3. Moon – 6:05 (Björk, Damian Taylor)
4. Crystalline – 5:12 (Björk)
5. Hollow – 6:00 (Björk)
6. Dark Matter – 3:05 (Björk, Mark Bell)
7. Hidden Place – 5:48 (Björk, Guy Sigsworth, Mark Bell)
8. Virus – 5:36 (Björk, Sjón)
9. Possibly Maybe – 5:07 (Björk)
10. Mouth's Cradle – 4:17 (Björk)
11. Isobel – 6:12 (Björk, Marius de Vries, Nellee Hooper, Sjón)
12. Sonnets/Unrealities XI – 2:03 (Björk, E. E. Cummings)
13. Mutual Core – 5:18 (Björk)
14. Cosmogony – 5:23 (Björk, Sjón)
15. Solstice – 5:44 (Björk, Sjón)
16. One Day – 7:10 (Björk)
17. Náttúra – 3:32 (Björk)
18. Declare Independence – 4:55 (Björk, Mark Bell)
19. Sacrifice – 5:18 (Björk)
20. Bat Sounds (by Jeremy Deller, end credits) – 1:39 (Jeremy Deller)

Bonus video footage
1. Biophilia at Miraikan – 8:10

### CD
Disco 1
1. Oskasteinn (narrata da David Attenborough, cantata da Graduale Nobili) – 2:50 (Tradizionale)
2. Thunderbolt – 5:22 (Björk, Oddný Eir Ævarsdóttir)
3. Moon – 6:05 (Björk, Damian Taylor)
4. Crystalline – 5:12 (Björk)
5. Hollow – 6:00 (Björk)
6. Dark Matter – 3:05 (Björk, Mark Bell)
7. Hidden Place – 5:48 (Björk, Guy Sigsworth, Mark Bell)
8. Virus – 5:36 (Björk, Sjón)
9. Possibly Maybe – 5:07 (Björk)
10. Mouth's Cradle – 4:17 (Björk)

Disco 2
1. Isobel – 6:12 (Björk, Marius de Vries, Nellee Hooper, Sjón)
2. Sonnets/Unrealities XI – 2:03 (Björk, E. E. Cummings)
3. Mutual Core – 5:18 (Björk)
4. Cosmogony – 5:23 (Björk, Sjón)
5. Solstice – 5:44 (Björk, Sjón)
6. One Day – 7:10 (Björk)
7. Náttúra – 3:32 (Björk)
8. Declare Independence – 4:55 (Björk, Mark Bell)
9. Sacrifice – 5:18 (Björk)
10. Bat Sounds (by Jeremy Deller, end credits) – 1:39 (Jeremy Deller)

## Classifiche
| Classifica (2014) | Posizione massima |
| ----------------- | ----------------- |
| Italian Music DVD | 2                 |